# Cargolia puta
Cargolia puta är en fjärilsart som beskrevs av Druce 1900. Cargolia puta ingår i släktet Cargolia och familjen mätare. Inga underarter finns listade i Catalogue of Life.